# 세이손강
세이손강(Seisonidea)은 해산으로 몸은 길고, 섬모관은 퇴화하여 강모로 되었다. 암수는 크기와 모양에서 유사하다. 암컷은 난소쌍을 가지며, 난황선은 없다. 단위생식을 하지 않으며, 암컷들은 반수체란만을 만들어낸다. 수컷은 완전히 발달한다. 해산갑각류 중의 하나인 Nebalia의 아가미에 외부기생성한다. 1속 2종만이 알려져 있다. 예. 세이손류

## 참고 문헌
- 《동물분류학》 - 한국동물분류학회(2008), 집현사